# آمیدول
آمیدول یک ترکیب کریستالی بی رنگ با فرمول شیمیایی C۶H۳(NH۲)2OH است. آمیدول یک نمک کلرید بدون هیدروژن است و در سال ۱۸۹۲ به عنوان یکی از عوامل ظهور در عکاسی معرفی و مورد استفاده قرار می‌گیرد. آمیدول به‌طور غیرمعمول و بر خلاف دیگر عوامل ظهور، با درجه اسیدیه کم است فعالیت خوبی دارد. در اثر مرور زمان، آمیدول تغییر رنگ داده و رنگ آن به قرمز تیره تا قهوه‌ای تغییر می‌یابد. اغلب ظروف نگهداری آمیدول نیز به رنگ قهوه‌ای در می‌آیند که رنگ آن بسیار پایدار است.